# On Desert Sands
On Desert Sands è un cortometraggio muto del 1915 diretto da Sydney Ayres.
È il primo film che Doris Pawn (qui alla sua seconda pellicola) gira insieme a Sydney Ayres: solo nel 1915, sarà diretta ben 17 volte dal regista di New York che muore nel 1916.

## Produzione
Il film fu prodotto dall'Universal Film Manufacturing Company  (con il nome Big U)

## Distribuzione
Distribuito dall'Universal Film Manufacturing Company, il film uscì nelle sale cinematografiche USA il 7 gennaio 1915.